# Bulgariens herrlandslag i handboll
Bulgariens herrlandslag i handboll  representerar Bulgarien i handboll på herrsidan. Bulgarien har deltagit i två VM-slutspel, 1974 och 1978.